# Podzamcze (gmina Chęciny)
Podzamcze (też: Podzamcze Chęcińskie) – wieś w Polsce, położona w województwie świętokrzyskim, w powiecie kieleckim, w gminie Chęciny.
W latach 1975–1998 miejscowość administracyjnie należała do województwa kieleckiego.
We wsi znajduje się kompleks budynków Regionalnego Centrum Naukowo-Technologicznego. Do nich zaliczają się: zabytkowy dwór obronny udostępniony do zwiedzania po uprzedniej rezerwacji, Biobank, Centrum Nauki Leonardo.

## Integralne części wsi

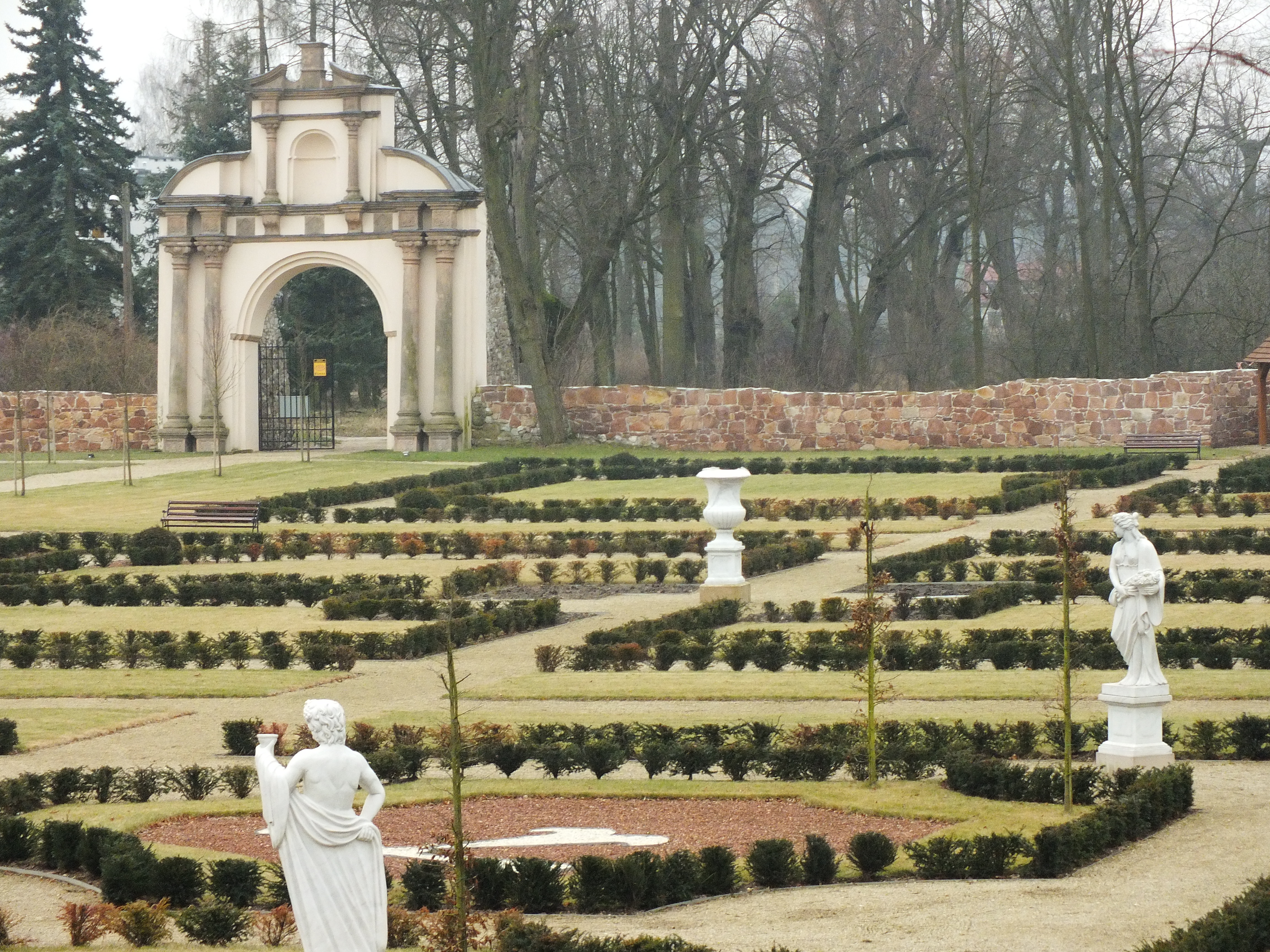
Brama Sobieskiego z XVII wieku

| SIMC    | Nazwa      | Rodzaj      |
| ------- | ---------- | ----------- |
| 1016960 | Nowe Młyny | osada leśna |

## Zabytki
Dwór obronny. Powstał na początku XVII wieku na rozkaz starosty chęcińskiego Jana Branickiego na miejscu folwarku. Po spustoszeniu Chęcin, w tym zamku chęcińskiego przez Szwedów w czasie Potopu do Podzamcza przeniesiono siedzibę starosty chęcińskiego i rozbudowano dwór, dobudowując oficynę. Na początku XVIII wieku, w związku z odbudową Chęcin, starosta opuścił Podzamcze, a sam dwór pełnił już tylko rolę folwarku. W XIX wieku przebudowano dwór na spichlerz skuwając większość elementów wystroju barokowego. W latach 20. XX wieku przekazano budynki jako siedzibę szkoły rolniczej, wtedy też przebudowano dwór i oficynę i dobudowano dwa łączniki między głównym budynkiem dworu a sąsiednimi budowlami. Kolejny remont miał miejsce w okresie 1939–1944. Po 1945 we dworze mieściła się siedziba technikum rolniczego, a następnie dyrekcji tej szkoły.

Współcześnie z pierwotnego założenia zachował się główny budynek (południowy) dworu obronnego, choć znacznie przebudowany i pozbawiony prawie całego wystroju barokowego, z wyjątkiem jednego portalu okiennego z herbem Gryf fundatorów dworu, oficyna (również mocno przebudowana) oraz resztki fosy wykorzystywane obecnie jako staw.

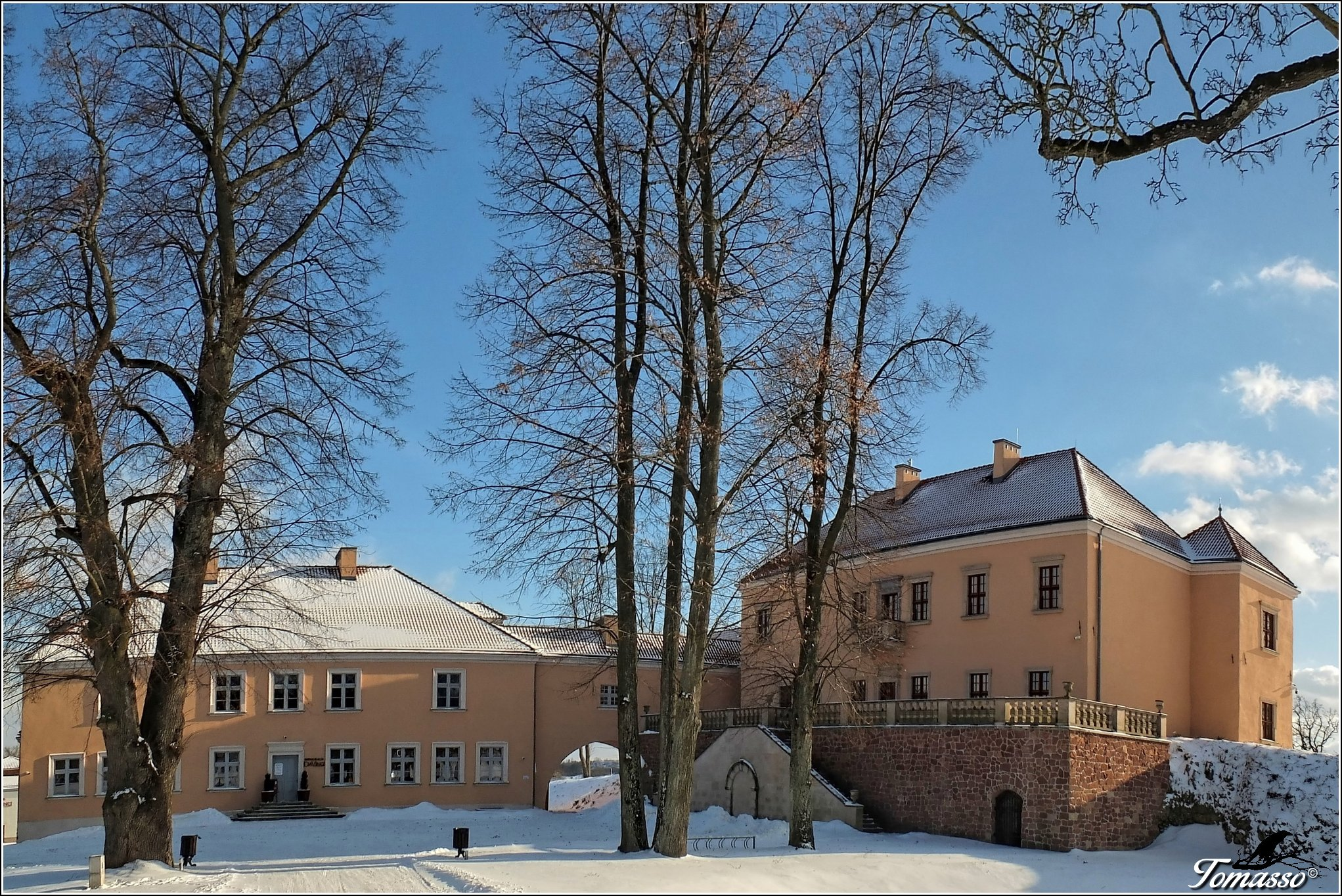
Dwór Starostów Chęcińskich zimą

Barokowa brama ozdobna, będąca wolno stojącym łukiem triumfalnym wzniesionym na cześć zwycięstwa Jana III Sobieskiego pod Wiedniem w 1683 r. Według innych źródeł powstała ona w pierwszej dekadzie XVII wieku z fundacji starosty chęcińskiego Stanisława z Ruszczy, a intencją bramy było uczczenie odzyskania dla katolików kościoła franciszkańskiego w Chęcinach, zajmowanego do 1603 r. przez Braci polskich.
Aleja lipowa, której drzewa liczą ponad 300 lat oraz otaczający Dwór park.
Zespół dworski (dwór z bramą i parkiem) został wpisany do rejestru zabytków nieruchomych (nr rej.: A.267/1-3 z 17.12.1932, z 20.07.1946, z 17.12.1957 i z 15.06.1967).
We dworze i parku kręcono w 1959 r. sceny do komedii Tysiąc talarów, reżyserem której był Stanisław Wohl, współscenarzystą był Edmund Niziurski, a grała m.in. Irena Kwiatkowska i Jarema Stępowski.
Dwór, wraz z otaczającym parkiem został nabyty pod koniec 2010 r. przez Regionalne Centrum Naukowo-Techniczne.

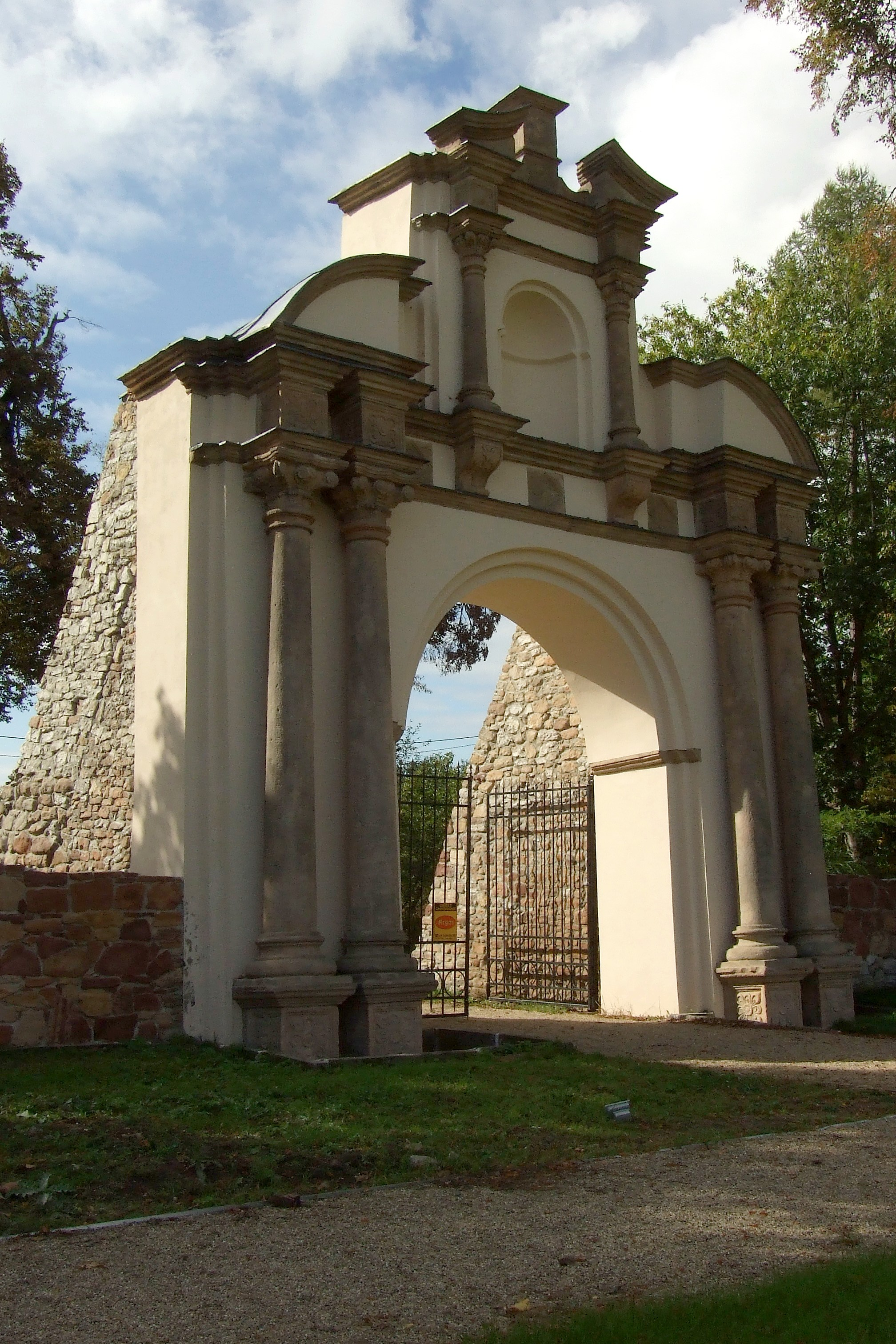
Barokowy łuk triumfalny